# Stipa sosnowskyi
Stipa sosnowskyi är en gräsart som beskrevs av Seredin. Stipa sosnowskyi ingår i släktet fjädergrässläktet, och familjen gräs. Inga underarter finns listade i Catalogue of Life.